# Metopius flavobalteatus
Metopius flavobalteatus là một loài tò vò trong họ Ichneumonidae.